# Liga Femenina 2 de baloncesto 2012-13
La Liga Femenina 2 de baloncesto 2012-13 fue la 12.ª temporada de la segunda máxima competición de clubes femeninos de baloncesto en España, organizada por la Federación Española de Baloncesto.

## Formato
- Liga regular: participaron 23 equipos divididos en dos grupos, el Grupo A (11 equipos) y el Grupo B (12 equipos).[1] En cada grupo jugaron todos contra todos en partidos de ida/vuelta en 20 y 22 jornadas respectivamente.
- Fase final: los cuatro primeros de ambos grupos disputaron en una misma sede la fase de ascenso a Liga Femenina, se dividieron en dos grupos de cuatro equipos, dos del grupo A y 2 del grupo B según el orden de clasificación. Los dos mejores de cada grupo pasaron a las semifinales. El ganador de cada una de ellas ascendió deportivamente a Liga Femenina.[2][3]
- Los  últimos clasificados en la liga regular en cada grupo descendieron a Primera División Femenina.

## Equipos por comunidad autónoma

### Grupo A
| Comunidad autónoma | N.º | Equipos |
| ------------------ | --- | --- |
| Asturias           | 2   | ADBA (Avilés) Universidad de Oviedo (Oviedo) |
| Castilla y León    | 2   | Aros León (León) Universidad de Valladolid (Valladolid) |
| Extremadura        | 1   | Club Baloncesto Al-Qázeres (Cáceres) |
| Galicia            | 6   | Universitario de Ferrol (Ferrol) RC Celta Selmark (Vigo) Durán Maquinaria Ensino (Lugo) Feel Cortegada (Villagarcía de Arosa) CB Arxil (Pontevedra) Pabellón Ourense (Orense) |

### Grupo B
| Comunidad autónoma  | N.º | Equipos |
| ------------------- | --- | --- |
| Aragón              | 1   | Clickseguros Casablanca (Zaragoza) |
| Canarias            | 1   | Tenerife Isla Única (Santa Cruz de Tenerife) |
| Cataluña            | 1   | Segle XXI (Barcelona) |
| Comunidad de Madrid | 5   | Grupo EM Leganés (Leganés) Isofotón Alcobendas (Alcobendas) Centros Único Real Canoe NC (Madrid) Asefa Estudiantes (Madrid) Ventask Group Las Rozas CB (Las Rozas de Madrid) |
| La Rioja            | 1   | Fundación Promete (Logroño) |
| País Vasco          | 3   | Gernika KESB (Guernica y Luno) Gdko Ibaizabal (Galdácano) Universidad del País Vasco (San Sebastián)                                                                         |

## Liga Regular

### Grupo A
| | Equipo                     | Puntos | J  | G  | P  | PF   | PC   | DP   |
| --- | -------------------------- | ------ | -- | -- | -- | ---- | ---- | ---- |
| 1 | Feel Cortegada             | 37     | 20 | 17 | 3  | 1289 | 1121 | 168  |
| 2 | Club Baloncesto Al-Qázeres | 36     | 20 | 16 | 4  | 1432 | 1203 | 229  |
| 3 | Universitario de Ferrol    | 34     | 20 | 14 | 6  | 1357 | 1230 | 127  |
| 4 | Durán Maquinaria Ensino    | 33     | 20 | 13 | 7  | 1348 | 1244 | 104  |
| 5 | RC Celta Selmark           | 30     | 20 | 10 | 10 | 1158 | 1172 | -14  |
| 6 | Aros León                  | 29     | 20 | 9  | 11 | 1208 | 1252 | -44  |
| 7 | Universidad de Oviedo      | 28     | 20 | 8  | 12 | 1152 | 1237 | -85  |
| 8 | Universidad de Valladolid  | 27     | 20 | 7  | 13 | 1090 | 1215 | -125 |
| 9 | Pabellón Ourense           | 27     | 20 | 7  | 13 | 1178 | 1260 | -82  |
| 10 | ADBA                       | 27     | 20 | 7  | 13 | 1294 | 1401 | -107 |
| 11 | CB Arxil                   | 22     | 20 | 2  | 18 | 1089 | 1260 | -171 |
| Fuente: Federación Española de Baloncesto: Clasificación de la Liga Femenina 2 - Grupo A; actualización automática |                            |        |    |    |    |      |      |      |

### Grupo B
| | Equipo                      | Puntos | J  | G  | P  | PF   | PC   | DP   |
| --- | --------------------------- | ------ | -- | -- | -- | ---- | ---- | ---- |
| 1 | Universidad del País Vasco  | 41     | 22 | 19 | 3  | 1520 | 1213 | 307  |
| 2 | Clickseguros Casablanca     | 40     | 22 | 18 | 4  | 1455 | 1220 | 235  |
| 3 | Centros Único Real Canoe NC | 36     | 22 | 14 | 8  | 1292 | 1214 | 78   |
| 4 | Gdko Ibaizabal              | 36     | 22 | 14 | 8  | 1433 | 1287 | 146  |
| 5 | Isofotón Alcobendas         | 34     | 22 | 12 | 10 | 1378 | 1322 | 56   |
| 6 | Gernika KESB                | 33     | 22 | 11 | 11 | 1349 | 1389 | -40  |
| 7 | Asefa Estudiantes           | 33     | 22 | 11 | 11 | 1416 | 1452 | -36  |
| 8 | Fundación Promete           | 31     | 22 | 9  | 13 | 1291 | 1386 | -95  |
| 9 | Segle XXI                   | 29     | 22 | 7  | 15 | 1293 | 1366 | -73  |
| 10 | Grupo EM Leganés            | 29     | 22 | 7  | 15 | 1280 | 1420 | -140 |
| 11 | Tenerife Isla Única         | 28     | 22 | 6  | 16 | 1303 | 1517 | -214 |
| 12 | Ventask Group Las Rozas CB  | 26     | 22 | 4  | 18 | 1198 | 1422 | -224 |
| Fuente: Federación Española de Baloncesto: Clasificación de la Liga Femenina 2 - Grupo B; actualización automática |                             |        |    |    |    |      |      |      |

## Fase Final

### Grupo 1
| | Equipo                      | Puntos | J | G | P | PF  | PC  | DP  |
| --- | --------------------------- | ------ | - | - | - | --- | --- | --- |
| 1 | Clickseguros Casablanca     | 5      | 3 | 2 | 1 | 206 | 178 | 28  |
| 2 | Club Baloncesto Al-Qázeres  | 5      | 3 | 2 | 1 | 170 | 165 | 5   |
| 3 | Centros Único Real Canoe NC | 5      | 3 | 2 | 1 | 171 | 162 | 9   |
| 4 | Aros León                   | 3      | 3 | 0 | 3 | 161 | 203 | -42 |
| Fuente: Federación Española de Baloncesto: Clasificación de la Liga Femenina 2 - Final Grupo 1; actualización automática |                             |        |   |   |   |     |     |     |

### Grupo 2
| | Equipo                     | Puntos | J | G | P | PF  | PC  | DP  |
| --- | -------------------------- | ------ | - | - | - | --- | --- | --- |
| 1 | Universidad del País Vasco | 6      | 3 | 3 | 0 | 239 | 206 | 33  |
| 2 | Gdko Ibaizabal             | 5      | 3 | 2 | 1 | 188 | 194 | -6  |
| 3 | Universitario de Ferrol    | 4      | 3 | 1 | 2 | 216 | 213 | 3   |
| 4 | Durán Maquinaria Ensino    | 3      | 3 | 0 | 3 | 182 | 212 | -30 |
| Fuente: Federación Española de Baloncesto: Clasificación de la Liga Femenina 2 - Final Grupo 2; actualización automática |                            |        |   |   |   |     |     |     |

### Partidos para el ascenso
| Equipo 1                   | Resultado | Equipo 2                   |
| -------------------------- | --------- | -------------------------- |
| Clickseguros Casablanca    | 69-74     | Gdko Ibaizabal             |
| Club Baloncesto Al-Qázeres | 62-70     | Universidad del País Vasco |

## Postemporada
Ascendieron a Liga Femenina:
- Universidad del País Vasco (Campeonas).
- Gdko Ibaizabal (Subcampeonas).
- Clickseguros Casablanca (al ocupar vacantes).[6]

Descendieron de Liga Femenina:
- (  Hondarribía-Irún renunció a la Liga Femenina, y tampoco se inscribió en la Liga Femenina 2).[7]
- (  UNB Obenasa renunció a la Liga Femenina, y desapareció).[8]

Descendieron a Primera División Fem:
- Ventask Group Las Rozas CB.
- (  CB Arxil también en posiciones de descenso, mantuvo la categoría al ocupar vacantes).

Renunció a la Liga Femenina 2:
- Centros Único Real Canoe NC.[9]

Ascendieron desde Primera División Fem:
- Distrito Olímpico Plenilunio.
- Instituto de Fertilidad Air Europa.
- Café Barco GBP.
- UPV/EHU Araski AES (al ocupar vacantes).
- CREF ¡Hola! (al ocupar vacantes).
- Barça CBS (al ocupar vacantes).
- (  UPV Ibaeta B renunció al ascenso).

La Liga Femenina 2 tendría 24 equipos en la siguiente temporada.